# Sendley Sidney Bito
Sendley Bito (nacido el 20 de julio de 1983) es un futbolista Antillano que juega actualmente para el Sport Unie Brion Trappers de la Liga de Curazao Primera División. Se desempeña en el terreno de juego como delantero, extremo y mediocampista ofensivo.

## Clubes
| Club                      | País         | Año             |
| ------------------------- | ------------ | --------------- |
| Sparta Rotterdam          | Países Bajos | 2005–2006       |
| FC Stal Alchevsk          | Ucrania      | 2007–2008       |
| F.C. Arsenal Kiev         | Ucrania      | 2008–2013       |
| Fajr Sepasi FC            | Irán         | 2013– 2018      |
| Sport Unie Brion Trappers | Curazao      | 2018-actualidad |